# 一ノ瀬家の大罪
『一ノ瀬家の大罪』（いちのせけのたいざい）は、タイザン5による日本の漫画。『週刊少年ジャンプ』（集英社）において、2022年50号から2023年49号まで連載された。事故により、全員が記憶喪失になった家族を描いたサスペンス。2023年10月時点で累計部数が45万部を突破している。

## 沿革
2022年11月14日発売の『週刊少年ジャンプ』50号より開始された、同誌の「新連載4連弾」の1作として同号より連載を開始。なお、本作の連載開始を記念してタイザン5の前作である『タコピーの原罪』のボイスコミックを公開した。「新時代ホームドラマ」として「ハートフルファミリー」なストーリーが展開された。
2023年1月19日よりYouTubeのジャンプチャンネルにて本作のボイスコミックを公開。

## あらすじ
福井県へ旅行した際の事故により、記憶喪失となった一ノ瀬翼とその家族。仲を深めようとしたものの、入院中には記憶が戻らない。帰宅後、自宅の様子から考えていたような仲のよい家族ではないことに気づく。翼は失われた記憶を取り戻すために学校に通う。学校では親友だという中嶋から残飯をかけられ、クラスメイトからいじめられるも、翼の反抗により立場が逆転し中嶋がいじめられる側に回る。が、翼と中嶋はもともと同じサッカー部の友人関係にあり、2人は仲直りするがクラスメイトからは敵意を向けられるのであった。
翼は妹の詩織の秘密を知る。翼と中嶋は罰で募金活動を行っていた際に、詩織がSNSで知り合った大人の男性と会うところを目撃する。詩織は自己嫌悪を抱いていたが、男性と過ごすことをやめられずにいたものの、翼が詩織が中学生であることを伝えると男性は去っていった。その後、父の翔が申し込んだ社員旅行に家族全員で参加する。旅行先での事故により意識を失った翼は、目を覚ました時に家族とともに記憶喪失状態になってしまう。そこで翔は別人と入れ替わっていた。以前と異なり、頼り甲斐や行動力のある翔が別人であることに翼たちは気づき翔を探そうとするが、翔との記憶を思い出した母の美奈子は存在を消される。
翼は、祖父の耕三からこの世界はループした2000回目の世界であると知らされる。耕三はこれまでは記憶がリセットされていたが、1999回目の前回で翔が何かを思い出したことにより存在を消され、状況変化によりリセットが起こらなくなったことと、別人の翔が黒幕ではないかと自身の分析を話す。翼は颯太からこの世界が翼の夢の中の世界であり、目覚めには過去の受け入れが必要であると伝えられる。このまま目が覚めない方がよいのではないかと考えた翼であったが、4年間の昏睡状態から目を覚ます。その後も「記憶喪失で目覚める夢」を見る翼であったが、何者かから警告を受けるのだった。テレビのニュースに映る颯太を目撃した翼は、彼の元へ訪れる。そこで颯太は、文乃とけんたとともに家族のような共同生活を送っていた。共同生活に加わった翼は、けんたの本性を知ってしまう。

## 登場人物
声の項はボイスコミックの声優。
一ノ瀬 翼（いちのせ つばさ）
声 - 逢坂良太
本作の主人公。
一ノ瀬 詩織（いちのせ しおり）
声 - 新田ひより
長女。翼より1歳年下の妹。
一ノ瀬 颯太（いちのせ そうた）
翼の兄。
一ノ瀬 翔（いちのせ かける）
翼の父親。
一ノ瀬 美奈子（いちのせ みなこ）
翼の母親。
一ノ瀬 耕三（いちのせ こうぞう）
翼の祖父。
一ノ瀬 幸恵（いちのせ さちえ）
翼の祖母。
中嶋 勇希（なかじま ゆうき）
翼の同級生。
文乃（あやの）
颯太とともに生活する。
けんた
颯太とともに生活する。

## 作風
佐賀新聞コンテンツ部の池田知恵のコメントによると、本作は「散らかった食卓、壁一面に「死」と書かれた自室、学校でのいじめやパパ活」などの「現代が抱える闇を、重々しい雰囲気とは裏腹に、かわいい絵柄」で描かれている。池田も「『記憶をなくす前の自分』が表に出てくる描写」については、「背筋がぞくっとするものがある」と評している。
『電撃オンライン』（KADOKAWA）によると、可愛い絵柄で描かれているが「基本的にはエグイ」ため、心の準備が必要で作者のタイザン5の前作である「『タコピーの原罪』でハマった人は読んで間違いなし」と評している。
ライターの成馬零一のコメントによると、『タコピーの原罪』では「狭い空間に物が散乱している描写を執拗に」描かれており、本作でも帰宅後の一ノ瀬家の場面では「普通の漫画なら描かない食べ残しのパンやカップラーメンの残りといった細かいディテールを執拗に拾い上げて」、「異常な散らかり加減」が表現されている。ほかにも同作で印象的であった「記号的なかわいらしいキャラクターと残酷で現代的なストーリーのギャップ」を「より洗練されたタッチ」で描かれている。「バトル漫画の必殺技」のように大ゴマで迫力のある泣き顔は、圧倒される「表情の描き方」である。
翼と中嶋が残飯をかけるシーンは「バトル漫画の必殺技を描くように見開きで」残飯を精密に描き、「普通なら画にならないようなものを細かく描き込み、見せ場として描くアイデア」で表現されている。家族の謎が明かされる際に「それぞれの隠された内面が部屋の全貌によって表現されて」いたり、「謎が謎を呼ぶストーリー」が展開されたり、漫画表現が斬新な部分も見どころの作品である。成馬によると、本作は「先の展開が予測不能でありながら無駄な行間を省いていく」ため、本誌でのスピード感が群を抜き、「週刊連載に特化した漫画」となっている。翔と美奈子の過去など、少年誌らしからぬ大人の人間ドラマを、「大胆なコマ割り」で描かれている。

## 反響・評価
2023年1月30日発売の『週刊少年ジャンプ』に掲載された話では、「衝撃的な展開」が描かれたことにより早朝からSNS上にて関連ワードがトレンド入りを果たしている。
2023年8月31日に発表された「次にくるマンガ大賞 2023」コミックス部門にて、3位を獲得。
『ダ・ヴィンチWeb』（同）編集部の奥井雄義のコメントによると、単行本第1巻の冒頭に登場する主人公の翼の部屋が見開きで描かれている場面が圧巻で、架空の思い出を考えて楽しく過ごした後に帰宅して見た汚い様子のリビング、翼の個室には壁一面に描かれた「死」の文字と、「この落差の激しさが不気味さを引き立て」ている。奥井によれば、第1巻の最後に登場する妹の詩織の部屋は狂気性があり、心理学的な側面では部屋に埋め尽くされているものは「『安心感や愛情』を強烈に求めている証拠」であるという。翼が学校で虐められていたのか虐めていたのか、手がかりはあるが何が正解かわからず、展開を「二転三転して掴めない」ように上手に描かれている。
成馬によれば、「週刊少年ジャンプは読者アンケートで人気がなければすぐに打ち切られる厳しい世界」であるため、「作者は、どうやって読者の人気を掴もうかと序盤は特に頭を悩ませるもの」である。だが、作者のタイザン5はあえて「いじめを扱ったエピソードを2〜5話に渡って展開」し、「主人公の翼がいじめの加害者と被害者の間を行き来する」ストーリーを描いたことに驚かされたという。不快な描写が連続すると、読者離れの危険性があるため「危険な賭け」であったが、賭けが成功したことで「本作の注目度は一気に高まった」と評している。「主人公が特別な力で問題を解決しない」点がほかのジャンプ漫画とは異なり、それにより「独自のリアリティ」がある作品となっている。
ねとらぼによると、次に来るマンガ大賞にて3位の受賞から2ヶ月後の終了ということもあり打ち切りによる終了ではないかという疑惑や、作者のタイザン5の前作である『タコピーの原罪』に対する否定的な意見も出ていると報じられている。
吉村昇洋は本作について「テンポは早いが手数が多いので、読み応えがある」と評している。

## 書誌情報
- タイザン5『一ノ瀬家の大罪』集英社〈ジャンプ コミックス〉、全6巻
  1. 「一ノ瀬家の復活」2023年3月3日発売[2][28]、ISBN 978-4-08-883437-5
  2. 「翔の消失」2023年6月2日発売[29]、ISBN 978-4-08-883493-1
  3. 「翼のおはよう」2023年8月4日発売[30]、ISBN 978-4-08-883588-4
  4. 「颯太の真実」2023年10月4日発売[31]、ISBN 978-4-08-883660-7
  5. 「一ノ瀬家の再会」2023年12月4日発売[32]、ISBN 978-4-08-883789-5
  6. 「一ノ瀬家の大罪」2024年3月4日発売[33]、ISBN 978-4-08-883847-2